# Pathein

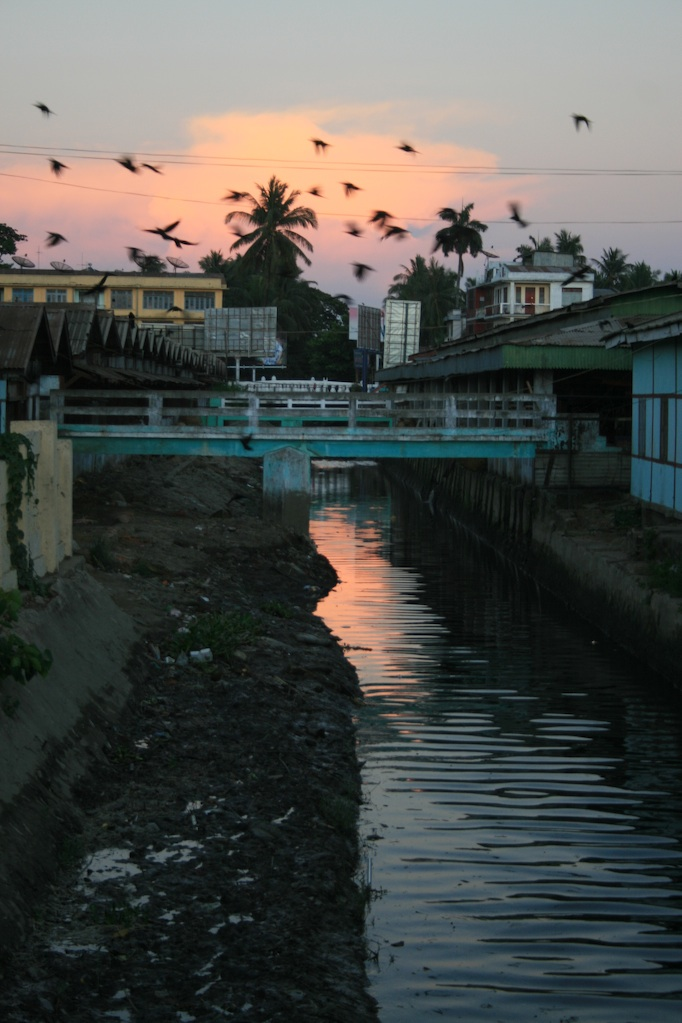
Pathein (2007)

Pathein (birmanisch ပုသိမ်မြို့, BGN/PCGN: putheinmyo, früher Bassein) ist eine Stadt in Myanmar. Sie bildet einen eigenen Distrikt in der Division Irawadi.

## Bevölkerung
Pathein ist die viertgrößte Stadt in Myanmar.
Nach einer Volkszählung im Jahr 1983 hatte Pathein damals 144.096 Einwohner. Berechnungen zufolge lebten 2006 241.624 Menschen in der Stadt.

## Infrastruktur
Pathein besitzt ein Fußballstadion.
Der Sitz des Bistums Pathein befindet sich in der Stadt.
In Pathein befindet sich ein Landanschluss des SEA-ME-WE-5-Seekabels.

## Söhne und Töchter der Stadt
- U Tin Oo (* 1927), Stellvertretender Vorsitzender der Nationalen Liga für Demokratie
- Myint Myint Khin (1923–2014), Ärztin, Autorin, Frauenrechtlerin